# Michel Meyer (homme d'affaires)
Pour les articles homonymes, voir Michel Meyer et Meyer.
Michel Meyer est le cofondateur de Multimania.
Il crée Multimania à la suite de la fusion de Mygale et du webzine français Virtual baguette destiné aux Français californiens. 
Michel Meyer réalise ce site pendant son stage chez Ray Dream, Inc. en Californie dans le cadre de ses études à l'ENSEEIHT. 
S'inspirant de Geocities (repris depuis par Yahoo!), il crée un site de gestion de pages personnelles francophone Multimania, qui devient le leader francophone des pages personnelles. En pleine « bulle internet », il met Multimania en bourse, l'action grimpe d'une manière extraordinaire, avant de retomber à des niveaux très bas. Il a depuis été repris par Lycos, et Michel Meyer a quitté l'entreprise qu'il a créée.
En 2003, il fonde avec Olivier Heckmann PulseVision qui deviendra Kewego, qui revendique aujourd'hui la place de leader européen sur l'hébergement dédié de vidéos en streaming et de l'affichage dynamique sur réseau d'écrans. Kewego accueillera en 2005 et 2007 deux sociétés de capital risque : Banexi Venture Partners et CDC Entreprises.
En janvier 2011, Kewego est racheté pour 26 M€ par Kit Digital, une société américano-tchèque cotée au NASDAQ. La société réalisa 7,7 M€ de chiffre d'affaires en 2010, ce qui donne une valorisation de 3,3x le chiffre d'affaires. À la suite de ce rachat, Michel Meyer devient Senior Vice President Product Management de Kit Digital chargé de la stratégie Produit Globale du groupe.
Il quitte Kit Digital en avril 2012 pour Viadeo qu'il quitte de nouveau en novembre 2013.